# Pierre Hubert L'Archevêque

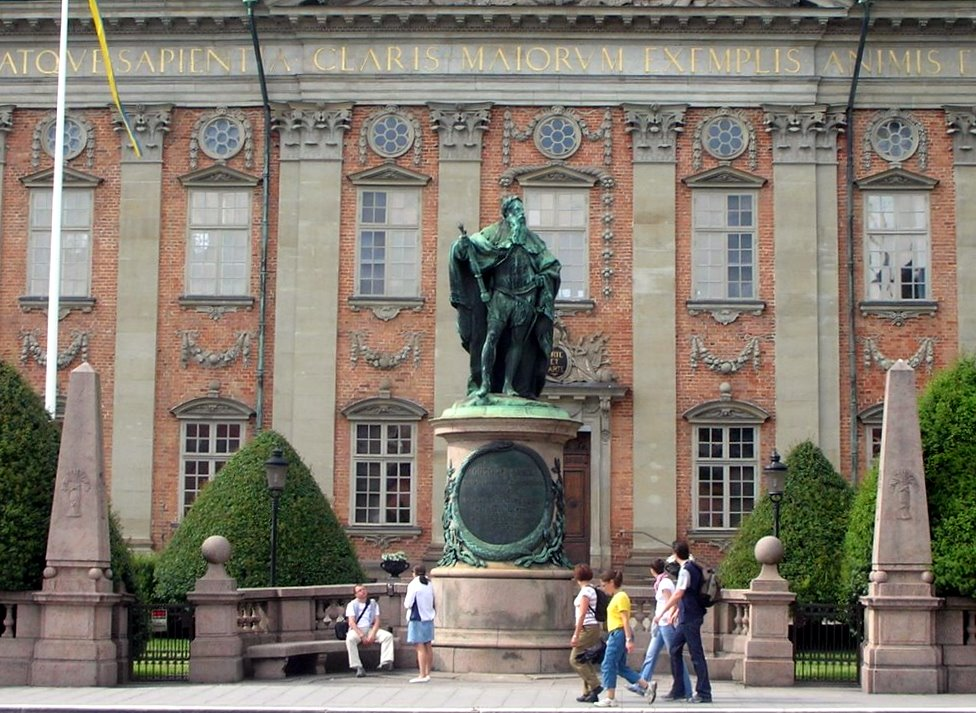
Statyn över Gustav Vasa vid Riddarhuspalatset.

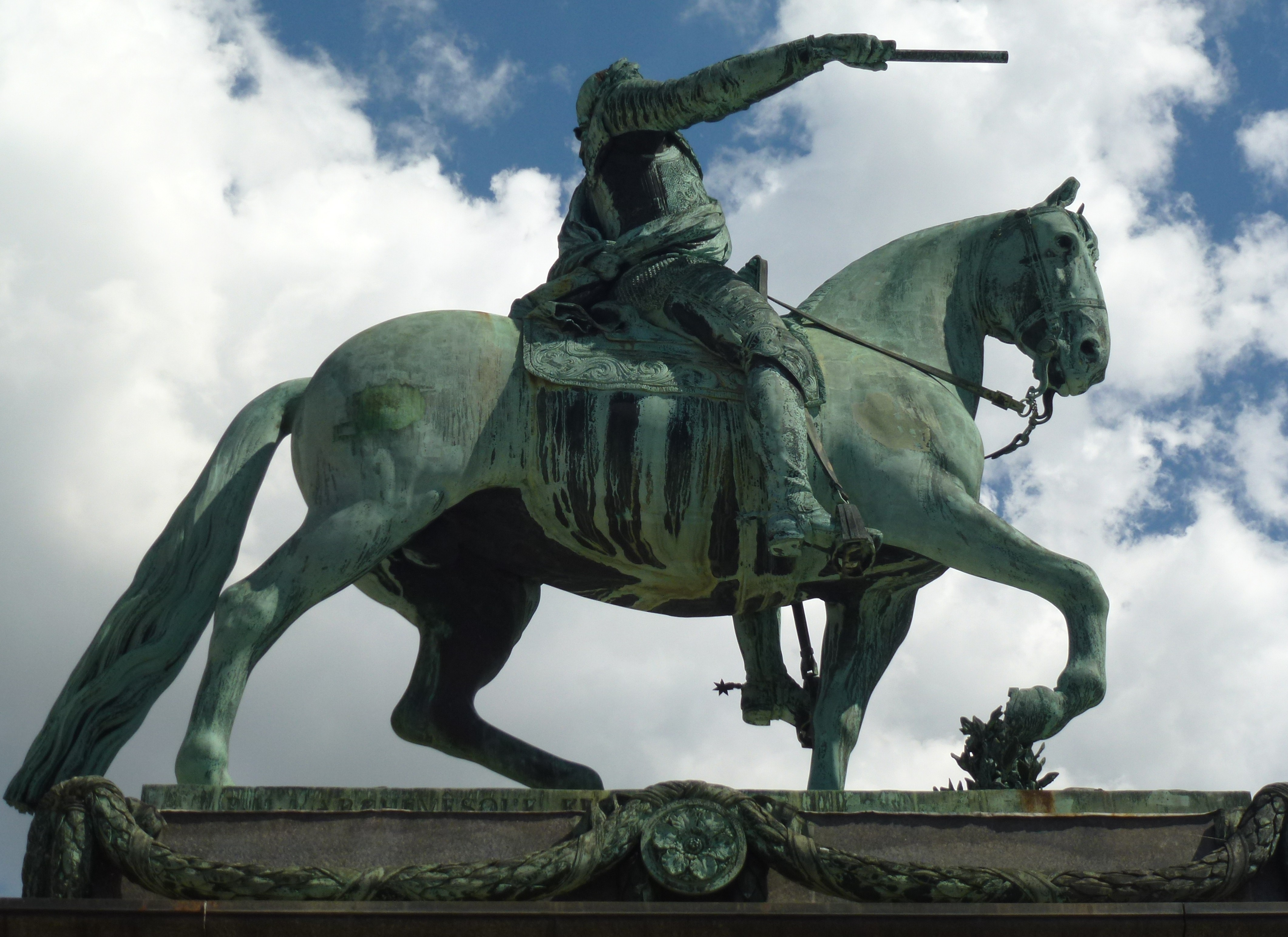
Gustav II Adolfs staty, Stockholm.

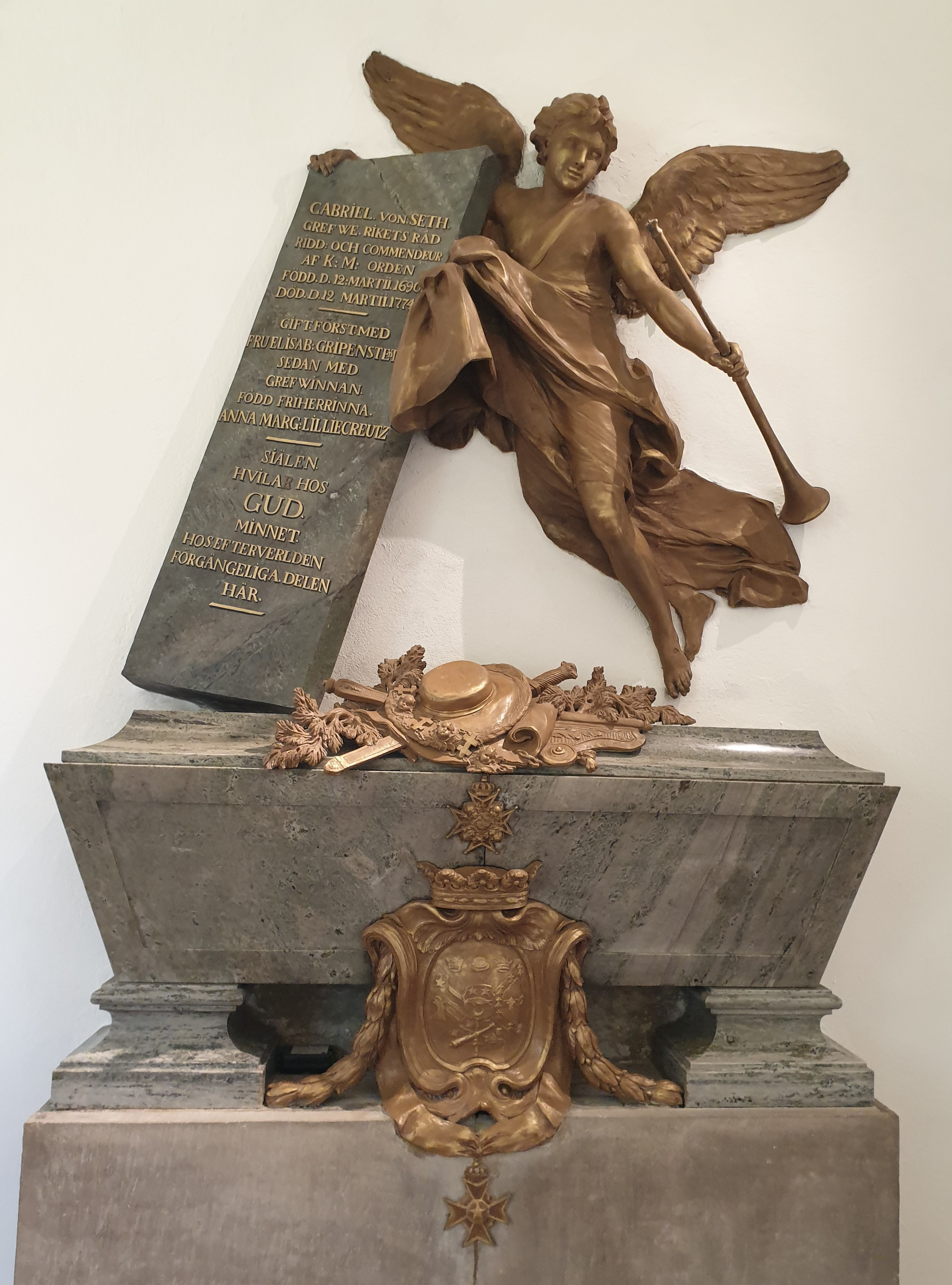
Epitafium eller gravvård över riksrådet Gabriel von Seth i Byarums kyrka, uppsatt 1775.

Pierre Hubert L'Archevêque, född 1 maj 1721 i Nîmes, död 25 september 1778 i Montpellier, var en fransk skulptör, hovstatybildhuggare i Sverige och direktör för svenska Konstakademien 1768–1777.

## Biografi
L'Archevêque var lärjunge till Edmé Bouchardon i Paris och begav sig 1744 som kunglig stipendiat till bildhuggarakademin i Rom. Efter fem års vistelse där begav han sig åter till Paris, där han erhöll flera uppdrag. Sedan Edmé Bouchardons yngre bror, Jacques-Philippe, år 1753 avlidit i Stockholm, där han tolv år varit kunglig hovstatybildhuggare, förhandlade man med L'Archevêque om att han skulle överta den bildhuggarbefattningen, och 1755 flyttade han till Stockholm.
Någon tid därefter väckte överståthållare Johan Christoffer von Düring förslag hos ständerna om uppresandet av en staty av Gustav II Adolf. Den beställdes 1757, men först 1796, sedan L'Archevêque länge varit död, kom den på plats på Gustaf Adolfs torg. År 1906 avtäcktes de båda sidogrupperna som Johan Tobias Sergel hade skapat redan 1789. Sergel var en av L'Archevêques elever.
L'Archevêque modellerade också statyn av Gustav Vasa vid Riddarhustorget, avtäckt 1774. För rikssalen på Stockholms slott har han gjort åtminstone fyra av de sju allegoriska statyerna (Rättrådigheten, Försiktigheten, Troheten och Religionen), vilka fyra hann komma på plats under hans livstid. Han utförde vidare flera porträttbyster, bland annat över Jonas Alströmer, Olof von Dalin och Anders Plomgren, ett gravmonument över Gustaf von Seth i Byarums kyrka och medverkade i utsmyckningen till kung Adolf Fredriks bisättning och begravning.
L'Archevêque utförde även en del av altardekorationen till slottskyrkan. Han befordrades även till direktör vid Målar och bildhuggarakademin i Stockholm och blev agré vid målarakademin i Paris. Han invaldes 1768 som utländsk ledamot nummer 62 av Kungliga Vetenskapsakademien. L'Archevêque är representerad vid bland annat Göteborgs konstmuseum och Nationalmuseum i Stockholm.